# Monte Iya
Monte Iya (en indonesio: Gunung Iya) es un estratovolcán situado en la parte centro-sur de la isla de Flores, al oeste del país asiático de Indonesia, al sur de la ciudad de Ende.
Se eleva hasta alcanzar una altura aproximada de 637 metros sobre el nivel del mar, su última erupción se produjo en el año 1969.